# エンヘル・ベルトレ
エンヘル・マニュエル・ベルトレ（Engel Manuel Beltré  , 1989年11月1日 - ）は、ドミニカ共和国・サントドミンゴ出身のプロ野球選手（外野手）。左投左打。現在は、フリーエージェント（FA）。

## 経歴

### レッドソックス傘下時代
2006年にボストン・レッドソックスと契約を結ぶ。

### レンジャーズ時代
2007年7月31日にエリック・ガニエとのトレードで、ケイソン・ギャバード、デビッド・マーフィーと共にテキサス・レンジャーズへ移籍した。
2013年は、開幕前に第3回WBCスペイン代表に選ばれた。シーズンでは、開幕を傘下のAAA級ラウンドロック・エクスプレスで迎えた。6月23日にクレイグ・ジェントリーの故障者リスト入りに伴ってメジャーに昇格した。26日のニューヨーク・ヤンキース戦で7回に代走でメジャーデビューを果たした。この時、初盗塁を決めている。翌日にフィル・ヒューズから3回にメジャー初安打を記録した。8月2日にAAA級ラウンドロックに降格した。
2014年2月17日にレンジャーズと1年契約に合意した。3月26日に右脛骨骨挫傷で60日間の故障者リスト入りした。オフにFAとなった。

### ホワイトソックス傘下時代
2015年1月24日にシカゴ・ホワイトソックスとマイナー契約を結んだ。開幕は傘下のAAA級シャーロット・ナイツで迎えたが、5月15日に自由契約となった。

### ジャイアンツ傘下時代
2015年5月30日にサンフランシスコ・ジャイアンツとマイナー契約を結び、傘下のAA級リッチモンド・フライングスクウォーレルズに配属された。オフの11月6日にFAとなった。

### メキシカンリーグ時代
2016年5月3日にメキシカンリーグのカンペチェ・パイレーツと契約した。この年は75試合に出場して、打率.339、5本塁打、33打点の成績を残した。
2017年は72試合に出場して、打率.268、6本塁打、28打点の成績を残していたが、6月30日に自由契約となった。
2018年4月15日にメキシカンリーグのサルティーヨ・サラペメーカーズと契約を結んだ。15試合に出場して打率.274、0本塁打、6打点に終わり、5月4日に自由契約となった。

### 無所属
2018年のオフは母国のドミニカウィンターリーグに参加した。また、2019年ヨーロッパ野球選手権大会にもスペイン代表として出場した。その後、2019年9月にイタリアで行われた東京オリンピックの野球アフリカ・ヨーロッパ予選にも参加したが、9月21日に乱闘に参加したことで3試合の出場停止処分を受けた。

### イタリア球界時代
2021年6月28日にセリエAのネットゥーノ・ベースボールクラブと契約した。

### 独立リーグ時代
2022年4月12日にアトランティックリーグのチャールストン・ダーティーバーズと契約した。8月8日に自由契約となった。

## 詳細情報

### 年度別打撃成績
| 年 度    | 球 団    | 試 合 | 打 席 | 打 数 | 得 点 | 安 打 | 二 塁 打 | 三 塁 打 | 本 塁 打 | 塁 打 | 打 点 | 盗 塁 | 盗 塁 死 | 犠 打 | 犠 飛 | 四 球 | 敬 遠 | 死 球 | 三 振 | 併 殺 打 | 打 率 | 出 塁 率 | 長 打 率 | O P S |
| -------- | -------- | ----- | ----- | ----- | ----- | ----- | -------- | -------- | -------- | ----- | ----- | ----- | -------- | ----- | ----- | ----- | ----- | ----- | ----- | -------- | ----- | -------- | -------- | ----- |
| 2013     | TEX      | 22    | 42    | 40    | 7     | 10    | 1        | 0        | 0        | 11    | 2     | 1     | 2        | 1     | 0     | 0     | 0     | 1     | 5     | 1        | .250  | .268     | .275     | .543  |
| MLB：1年 | MLB：1年 | 22    | 42    | 40    | 7     | 10    | 1        | 0        | 0        | 11    | 2     | 1     | 2        | 1     | 0     | 0     | 0     | 1     | 5     | 1        | .250  | .268     | .275     | .543  |

- 2019年度シーズン終了時

### 年度別守備成績
| 年 度 | 球 団 | 左翼（LF） | 左翼（LF） | 左翼（LF） | 左翼（LF） | 左翼（LF） | 左翼（LF） | 中堅（CF） | 中堅（CF） | 中堅（CF） | 中堅（CF） | 中堅（CF） | 中堅（CF） | 右翼（RF） | 右翼（RF） | 右翼（RF） | 右翼（RF） | 右翼（RF） | 右翼（RF） |
| 年 度 | 球 団 | 試 合      | 刺 殺      | 補 殺      | 失 策      | 併 殺      | 守 備 率   | 試 合      | 刺 殺      | 補 殺      | 失 策      | 併 殺      | 守 備 率   | 試 合      | 刺 殺      | 補 殺      | 失 策      | 併 殺      | 守 備 率   |
| ----- | ----- | ---------- | ---------- | ---------- | ---------- | ---------- | ---------- | ---------- | ---------- | ---------- | ---------- | ---------- | ---------- | ---------- | ---------- | ---------- | ---------- | ---------- | ---------- |
| 2013  | TEX   | 5          | 6          | 0          | 0          | 0          | 1.000      | 5          | 16         | 0          | 0          | 0          | 1.000      | 6          | 4          | 0          | 0          | 0          | 1.000      |
| MLB   | MLB   | 5          | 6          | 0          | 0          | 0          | 1.000      | 5          | 16         | 0          | 0          | 0          | 1.000      | 6          | 4          | 0          | 0          | 0          | 1.000      |

- 2019年度シーズン終了時

### 背番号
- 43 (2013年)

### 代表歴
- 2013 ワールド・ベースボール・クラシック・スペイン代表